# ساختمان شهرداری (فریمان)
ساختمان شهرداری مربوط به دوره پهلوی است و در شهرستان فریمان، شهر فریمان - حاشیه میدان امام خمینی، مقابل ساختمان بنیاد واقع شده و این اثر در تاریخ ۲ بهمن ۱۳۸۲ با شمارهٔ ثبت ۱۰۸۹۵ به‌عنوان یکی از آثار ملی ایران به ثبت رسیده‌است.